# Komoassi
Ne doit pas être confondu avec Komboassi.
Komoassi est une commune rurale située dans le département de Bogandé de la province de la Gnagna dans la région de l'Est au Burkina Faso.

## Santé et éducation
Le centre de soins le plus proche de Komoassi est le centre médical et chirurgical de Bogandé.